# الزيج الألفنسي

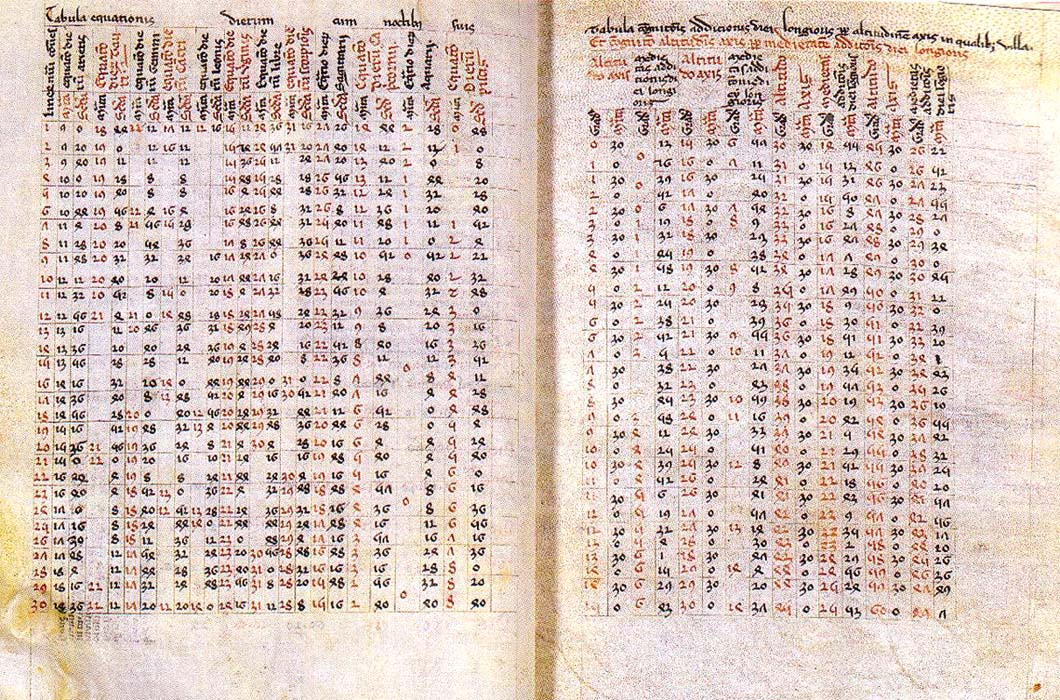
الزيج الألفنسي

الزيج الألفنسي هو زيج يُقدم بيانات لحساب موقع الشمس والقمر والكواكب، بالنسبة للنجوم الثابتة. سُمِّي الزيج على اسم ملك قشتالة ألفونسو العاشر، الذي رعى إنشائها. جُمعَت في طليطلة، بإسبانيا، وتحتوي على بيانات فلكية تبدأ في 1 كانون الثاني 1252، وهو تاريخ تتويج الملك.

## الإنشاء

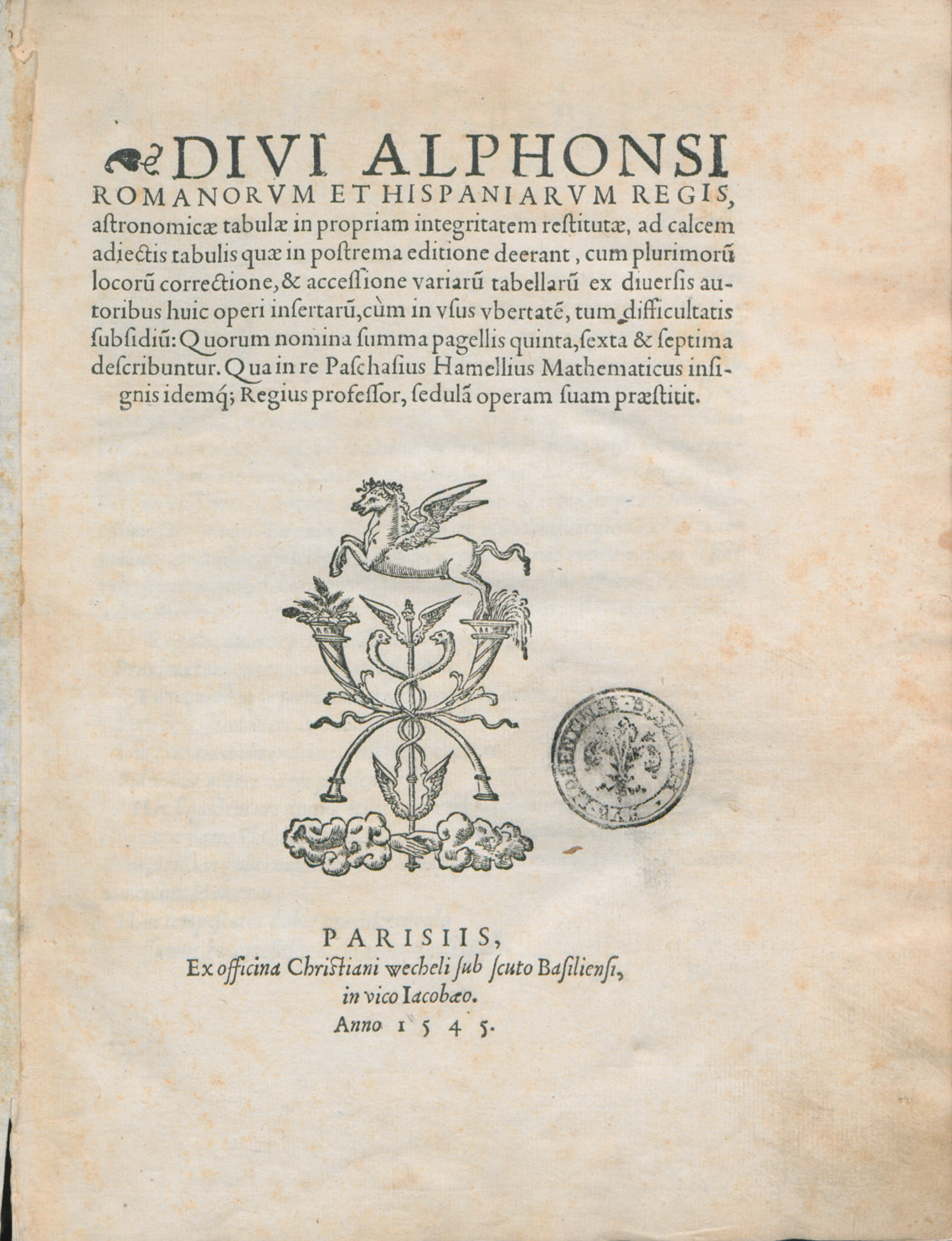
واجهة إصدار عام 1545 للجداول الفلكية.

جمع ألفونسو العاشر فريقًا من العلماء، عُرف باسم مدرسة طليطلة للمترجمين، الذين طُلب منهم، من بين مهام ترجمة أخرى، إنتاج جداول وأزياج جديدة لتحديث أزياج طليطلة. استندت الجداول الجديدة إلى أعمال فلكية إسلامية سابقة وملاحظات لعلماء الفلك الإسلاميين، مضيفةً ملاحظات علماء ألفونسو في الفلك التي جُمعت في طليطلة، وتشكَّل العلماء من عدة أقوام، منهم اليهود مثل يهودا بن موشيه وإسحاق بن سيد. كما أُحضر أبين راغيل وألكويبيسيو وابن موسى محمد من إشبيلية، وجوزيف بن علي وجاكوبو أبينفينا من قرطبة، وخمسين آخرين من غشكونية وباريس.
كُتبَت التعليمات الخاصة بالزيج الألفنسي في الأصل باللغة الإسبانية القشتالية. ظهرت أول نسخة مطبوعة للزيج الألفنسي عام 1483، ونسخة ثانية عام 1492.
استخدم جورج فون بيورباخ الزيج الألفنسي لكتابه النظرية الجديدة للكواكب (باللاتينية: Theoricae novae planetarum). واستخدم نيكولاس كوبرنيكوس النسخة الثانية في عمله. كان أحد استخدام هذه الجداول الفلكية وما شابهها هو حساب التقويم الفلكي، والذي كان المنجمون يستخدمونه في مخطط الأبراج.

## المنهجية
اُستخَدمَت طرق كلوديوس بطليموس لحساب الزيج، وقُسِّمَت السنة إلى 365 يومًا، و5 ساعات، و49 دقيقة، و16 ثانية، وهو قريب جدًا من الرقم المقبول حاليًّا. إن ملاحظة كوبرنيكوس القائلة بأن نظامه يمكن أن يفسر حركات الكواكب بما لا يزيد عن 34 دائرة قد أُخذت مع الأخذ بالاعتبار إلى العدد الكبير من التدويرات الإضافية التي قد تم إدخالها لاحقًا في النظام البطلمي في محاولة لجعله متوافقًا مع المراقبة. هناك اقتباس مشهور وقد يكون ملفقًا، منسوب إلى ألفونسو عند سماعه شرحًا للرياضيات المعقدة للغاية، المطلوبة لإثبات نموذج مركزية الأرض الخاص ببطليموس للنظام الشمسي: «إذا كان الرب تعالى قد استشارني قبل الشروع في الخلق هكذا، كان يجب أن أوصي بشيء أبسط.») ومع ذلك، فإن الحسابات الحديثة باستخدام نظرية بطليموس غير المعدلة قد كررت الزيج الألفنسي المنشور.

## الرواج
كان الزيج الألفنسي هو أشهر الأزياج والجداول الفلكية في أوروبا، وأُنتجَت نسخ محدثة بانتظام لمدة ثلاثمائة عام. اشترى نيكولاس كوبرنيكوس، المعروف بوالد علم الفلك الحديث، نسخة أثناء وجوده في جامعة ياغيلونيا، واهتم بها بما يكفي لجعلها مغلفة بقطع من الخشب والجلد. أكد ألكسندر بوجدانوف أن هذه الأزياج شكَّلت الأساس لتطوير كوبرنيكوس لفهم مركزية الشمس في علم الفلك. في عام 1551، نُشرَت أزياج بروس - أو الأزياج البروسية - لإيراسموس رينهولد. استخدمَت هذه الأزياج النموذج الكوبرنيكي المتمركز حول الشمس للنظام الشمسي. لم يكن نشر كوبرنيكوس الكتاب دورات الكواكب السماوية، سهل الاستخدام وكان الغرض من أزياج بروس جعل نموذج مركزية الشمس أكثر قابلية للاستخدام للمنجمين وعلماء الفلك. ومع ذلك ، لم تُعتمَد أزياج بروس على نطاق واسع خارج البلدان الناطقة بالألمانية، واستمر نشر التقويمات الجديدة المستندة إلى الزيج الألفنسي حتى نشر يوهانس كبلر زيج رودلفين في عام 1627.

## طالِع أيضًا
- أدب ألفونسو العاشر
- الزيج الطليطلي
- زيج
- ريغيومونتانوس

## روابط خارجية
- أزياج فلكية نسخة محفوظة 2013-01-26 at WebCite
- النص الكامل للكتاب التي نُشرَت عام 1492 م